# Melibokus
Melibokus (også Melibocus, Malchen eller Malschen) er det højeste bjerg i regionen Bergstraße i den sydlige del af Hessen i det centrale Tyskland. Bjerget ligger ved Rhindalen i den vestligste del af Odenwald, og er et lokalt landemærke. På toppen ligger en lille café, et udkigstårn og en radiomast som blev rejst af den amerikanske hær efter anden verdenskrig.